# Eliot Vassamillet
Eliot Vassamillet (Mons, 2000. december 29. –) belga énekes, aki 2019-ben képviseli Belgiumot a 2019-es Eurovíziós Dalfesztiválon, Tel-Avivban.

## Pályafutása
2018-ban indult a The Voice belga változatában, ahol mestere Slimane Nebchi volt. Eliot végül bekerült az élő adásokba, ahol az első műsorban távoznia kellett. A The Voice után a belga műsorsugárzó, az RTBF felkérte, hogy képviselje hazáját a következő Eurovíziós Dalfesztiválon. 2019. január 15-én a felkérés hivatalossá vált, hogy ő lesz Belgium indulója a 2019-es dalfesztiválon, így ő lesz az Eurovíziók történelmének második legfiatalabb (2000 után született) versenyzője, a bolgár Kristian Kostov után. Dala egy későbbi időpontban lesz csak hallható, melynek szövegét Pierre Dumoulin szerzi. Dumoulin korábban már írt dal az országnak, 2017-ben Blanchenak írta a City Lights-ot, mely a versenyen a negyedik helyen végzett. Eliot jelenleg szülővárosának gimnáziumában tanul.

## The Voice-ban előadott dalai
| Forduló      | Dal                                  | Eredeti előadó    |
| ------------ | ------------------------------------ | ----------------- |
| Meghallgatás | High Hopes                           | Kodaline          |
| Párbaj       | Mad World (Paak Kormongkolkul ellen) | Gary Jules        |
| 1. élő adás  | Alter Ego                            | Jean-Louis Aubert |